# Garrote tocuyano

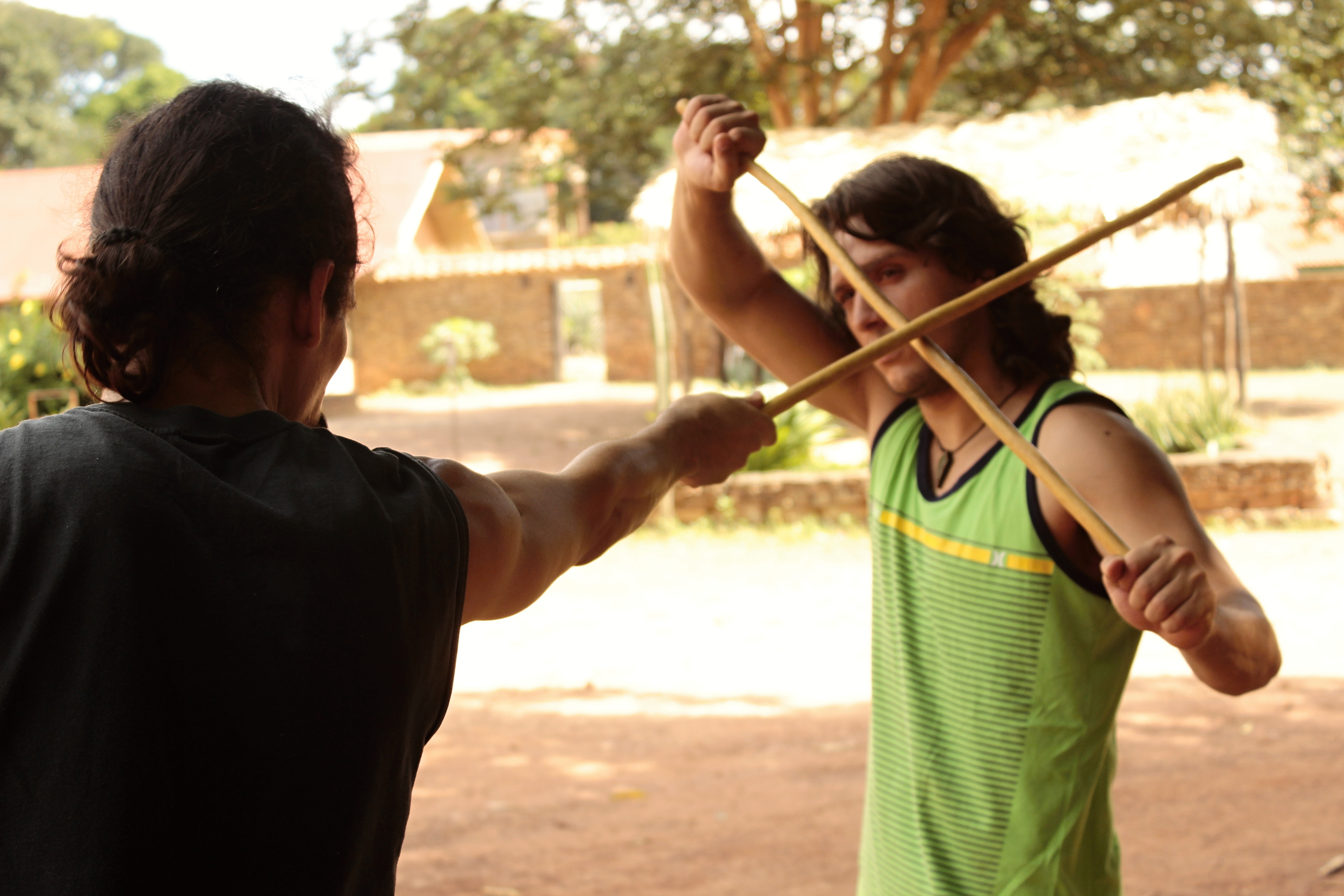
Práctica de juego de garrote.

El garrote tocuyano, es uno de los nombres que se le da al sistema de esgrima tradicional de palos de Venezuela. Este nombre es relativo a la ciudad de El Tocuyo, situada en el suroeste del estado Lara, punto de partida de la colonización realizada por los españoles en lo que ahora se conoce como Venezuela. También recibe otros nombres tales como: juego del/de garrote, juego de palos, esgrima maderera ó pelea a palos.  
Es un arte de duelo, aunque es empleado principalmente para la defensa personal, que ha sido practicado en Venezuela desde tiempos antiguos. Aún se discuten sus orígenes precisos, pero algunas investigaciones sugieren que podría tener influencias provenientes de la esgrima española, de formas de lucha provenientes de las Islas Canarias; y posibles ingredientes africanos e indígenas nativos. 
El garrote es una vara de madera de aproximadamente 0,80 m de largo, y de 1,5 a 2,5 centímetros de diámetro, que se utiliza como arma tanto defensiva como ofensiva. la "performance" del juego es ejecutada en parejas y el objetivo de cada contrincante es evadir los ataques del oponente para, o bien, lograr desarmarlo, o bien, lograr tocar/pegar al adversario con el garrote antes de ser tocado.  
Los tipos de golpes y de defensas empleados están descritos en muy pocos materiales impresos, y principalmente forman parte de la tradición oral que se enseña a cada nueva generación. Sin embargo, y como descripción general, existen golpes o "puntas" ejecutados con movimientos en dirección vertical, diagonal, y horizontal. Así mismo existen técnicas de "esquive" también conocidas como "quites"; hay además técnicas  de "bloqueo", también conocidas como "tapas" o "privadas" y técnicas de "desarme", entre otras.
Los golpes y demás técnicas pueden ejecutarse o bien, estando armado o, estando desarmado, y en algunas modalidades o estilos pueden emplearse cuchillos y/o machetes. En la práctica de esta disciplina, se promueve el lograr desarrollar la habilidad de ser ambidextro, por encima de la preeminencia de ser zurdo o diestro.
La enseñanza/aprendizaje trascurre en un espacio denominado "patio" (equivalente a una "escuela de garrote") y el "método" de enseñanza incluye el uso de "cuadros" "líneas" y "figuras" que son las palabras tradicionales empleadas, para denominar series de movimientos, posiciones, ataques/contraataques y defensas/esquivas.